# Davor Blažević
Davor Blažević (sinh ngày 7 tháng 2 năm 1993) là một cầu thủ bóng đá người Serbia-Thụy Điển thi đấu ở vị trí thủ môn cho Hammarby IF tại Allsvenskan.